# Beauty and the Beat (álbum)

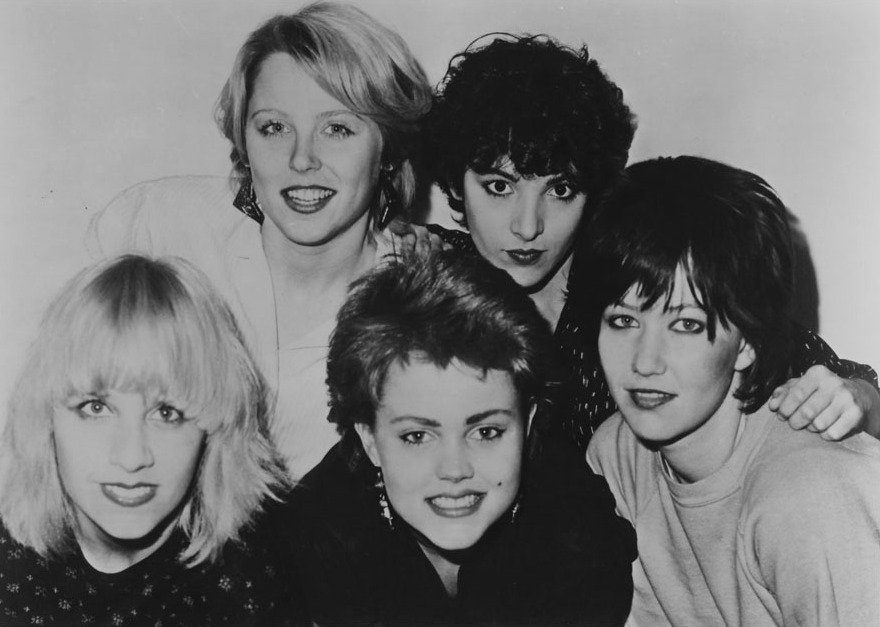
El grupo musical Go-Go's, en una foto publicitaria de 1981 para su álbum Beauty And The Beat.

Beauty and the Beat es el primer álbum de la banda de pop punk exclusiva de mujeres de California llamada The Go-Go's. Lanzado en 1981, este álbum fue precedido por el sencillo "We Got the Beat", el cual llegó a ser un éxito en Europa y, más tarde, en los Estados Unidos. Cuando el álbum fue finalmente lanzado, llegó a los primeros lugares de Billboard en solo seis semanas, y vendió más de dos millones de copias, haciéndolo una de las mayores sorpresas de su tiempo.
El título es un juego de palabras del cuento de hadas la bella y la bestia ("Beauty and the Beast").
En el año 2003, la revista Rolling Stone seleccionó este álbum como el 413 de la Lista de Rolling Stone de los 500 mejores álbumes de todos los tiempos. Este álbum fue seleccionado por Amazon.com como una de las 100 mejores selecciones de 2005.

## Lista de canciones
1. "Our Lips Are Sealed" (Terry Hall, Wiedlin) – 2:45
2. "How Much More" (Caffey, Wiedlin) – 3:06
3. "Tonite" – 3:35
4. "Lust to Love" (Caffey, Wiedlin) – 4:04
5. "This Town" (Caffey, Wiedlin) – 3:20
6. "We Got the Beat" (Caffey) – 2:32
7. "Fading Fast" (Caffey) – 3:41
8. "Automatic" (Wiedlin) – 3:07
9. "You Can't Walk in Your Sleep (If You Can't Sleep)" – 2:54
10. "Skidmarks on My Heart" (Caffey, Carlisle) – 3:06
11. "Can't Stop the World" (Valentine) – 3:20